# インターネット・プラス
インターネット・プラス（英語: Internet Plus、中国語: 互联网+）は、中華人民共和国国務院総理の李克強が2015年3月5日に発表した政府活動報告において提唱した、中国が世界の情報化の流れに乗り遅れないようにするための戦略である。アメリカ合衆国の情報スーパーハイウェイ構想、ドイツのインダストリー4.0などに相当するものである。中国の公式サイトによると、「インターネット・プラス」は2015年の重要な経済キーワードのリストに入っており、この年の両会（全国人民代表大会と中国人民政治協商会議）の最新の表現の一つとなっていた。

## 定義
「インターネット・プラス」とは、「インターネットをはじめとする情報技術を従来の産業に応用すること」と定義される。様々なインターネット（モバイルインターネット、クラウドネットワーキング、ビッグデータやモノのインターネット）が他の分野に追加され、中国の新しい産業やビジネスの発展を育むとしている。

## 背景
債務残高の増加、工業活動の低下、外貨準備金の切り下げなどにより、中国経済の成長スピードは鈍化しており、中国政府は自国の発展を促すための新たな原動力を生み出す計画を考える必要に迫られた。
産業の発展に関して、アメリカではインダストリアルインターネット、ドイツではインダストリー4.0という考え方が提唱されている。また、イノベーション2.0の時代には、新産業革命やエコロジー革命の勃興、スタートアップ企業の台頭など、インターネットが単なるツールではなく、従来の産業と融合できるプラットフォームであることが示されている。

## 歴史
2013年、テンセント創業者の馬化騰や易観国際（アナリシス・インターナショナル）CEOの于揚などの中国のIT業界の起業家たちが、自社のビジネスを一部のサービス分野に拡大するために、このアイデアを初めて提唱した。李克強首相は、全国人民代表大会に提出した政府活動報告の中で、インターネット・プラスの概念を持ち出し、これを国家戦略とした。

## 応用例

### インターネット＋製造業
「インターネット＋製造業」とは、従来の製造業に情報通信技術を導入して、既存の生産方式を改革することを意味する。モバイルインターネット技術を利用して、自動車、家電製品、その他の工業製品に通信デバイスを組み込み、遠隔操作、自動データ収集・分析などの機能を実現することができる。

### インターネット＋金融
「インターネット＋金融」とは、金融業界がサービス提供や商品販売にインターネット技術を応用することを意味する。例えば、顧客がインターネットを通じて決済をしたり、口座間で送金したりすることができる。中国のインターネットユーザー数は約6億4900万人に達し、電子商取引の金額は13兆元を超えている。中国の電子商取引による輸出入額は30億元を超えている。

### インターネット＋医療
インターネット・プラスにより、中国の一般市民が抱える医療の問題が緩和することが期待されている。具体的には、ワンストップの健康管理サービスにより、インターネットを通じて、医師が患者の医療データを携帯端末から取得し、患者が自分の健康データを参照することができる。

### インターネット＋政府
「インターネット＋政府」（インターネット政府、デジタル政府、オンライン政府とも呼ばれる）とは、政府と市民、政府と政府機関、政府と従業員、政府と商業の間のデジタルなやりとりを指す(Jeong, 2007)。
これにより、市民はインターネットを通じて市の職員とコミュニケーションをとり、交流することができる。市民はインターネットを通じて政府のサービスにアクセスし、関連情報を知り、政府に対する態度を表明することができる。さらに、永住権の登録やキャリアガイダンスなどの政府のサービスも、インターネットを通じて行うことができる。

### インターネット＋農業
「インターネット＋農業」により、気候や土地など、農業のためのあらゆるデータを大規模データ分析により正確に知ることが可能になる。さらに、農家はインターネットを利用して、生産物の価格や需要に関する最新の情報を得ることができる。

## 影響と観点
「インターネット・プラス」戦略は、中国を「強大な工業国」にするという中国政府の目標とは別に、新しい経済形態を生み出し、一般の人々がイノベーションを起こしたり、起業したりするのに適した環境を作ることに重点を置いている。その他、政府の公式発表では、この計画は情報経済への適応、イノベーションシステムの再構築、創造性の向上、新興産業の育成、公共サービスのあり方などに大きな影響を与えるとしている。

## 制約と課題
香港の英字新聞『サウスチャイナ・モーニング・ポスト』は、「北京は、新しい戦略が効果を発揮することを期待する前に、検閲に対処する必要がある。インターネットで重要なのは自由であることは、誰もが知っている。もし北京がその点を見落とし、情報へのアクセスを検閲し続ければ、李首相の新しいインターネット・プラス戦略は、より多くの中国人がオンラインで買い物をするようになるだけで、国が待ち望んでいる経済的変革に重要かつ長期的な影響を与えることはないだろう」と書いた。
中国政府は情報へのアクセスに多くのフィルターをかけており、インターネット・プラスとネット上の言論の自由との関係を疑う声もある。